# آرثر فيرتشايلد بيرس
آرثر فيرتشايلد بيرس (بالإنجليزية: Arthur Fairchild Pearce)‏ هو عازف جاز وعازف بيانو نيوزيلندي، ولد في 1903، وتوفي في 1990.